# Навагинские тоннели
Навагинские тоннели — железнодорожные тоннели Северо-Кавказской железной дороги на линии Армавир — Туапсе на участке Белореченская — Туапсе между станциями Навагинская и Пшиш.

## Старый Навагинский тоннель
Тоннель однопутный. Был построен акционерным обществом Армавир-Туапсинской железной дороги в 1910—1914 гг. Служит для спрямления трассы в месте длинного изгиба реки Пшиш и сокращает путь более чем на 11 км.

## Новый Навагинский тоннель
Новый Навагинский тоннель проложен параллельно старому и представляет собой второй путь. Протяжённость тоннеля 1133,9 м. Максимальная глубина заложения 191 м. Сечение тоннеля вчерне 75,6 м², в свету 68 м². Продольный профиль тоннеля — односкатный. Обделка тоннеля выполнена из монолитного железобетона с двухслойной оклеечной гидроизоляцией.

### Строительство
Генеральный подрядчик — ОАО «Бамтоннельстрой» (Красноярск). Проходка тоннеля началась с Южного портала в апреле 2006 года, а в 2007 году был открыт фронт работ со стороны Северного портала. Проходка велась уступным методом с использованием горнопроходческих комбайнов Mitsui S-200 и Alpine miner AM-75. Для бетонирования постоянной обделки тоннеля применялась механизированная опалубка Saga Kogio. Тоннель построен в едином комплексе с сооружением участков железнодорожных подходов и мостом через реку Пшиш длиной 160 м. Общая длина реконструированного участка 1770 м.

## [1]См. также
- Новороссийские тоннели
- Северо-Кавказская железная дорога

1. ↑  Бамтоннельпроект. "Навагинский тоннель" в разделе Проекты сайта компании проектировщика тоннеля Бамтоннельпроект (рус.). Бамтоннельпроект. Дата обращения: 5 марта 2023. Архивировано 5 марта 2023 года.